# Tulok Gábor
Tulok Gábor (Pápa, Veszprém vármegye, 1762. február 25. – Eger, 1819. augusztus 11.) egri plébános és címzetes kanonok.

## Élete
Szülőhelyén, Pápán, majd Gyöngyösön és Egerben elvégezvén tanulmányait 1785-ben áldozópappá szentelték. Ezt követően segédlelkész volt Szihalmon és Egerben, ahonnét elnyerte a keresztespüspöki plébániát. 1809-ben az egri parókiára költözött és címzetes kanonokságot nyert.

## Munkája
- Tizenkét bőjti beszédek, mellyeket az egri érseki székes templomba... 1810 és 1811 esztendőkben a böjti vasárnapokon mondott. Eger, 1829. Online